# Гвідо Арістарко
Гві́до Аріста́рко (італ. Guido Aristarco; 7 жовтня 1918, Мантуя — 11 вересня 1996, Рим) — італійський сценарист і кінокритик.

## Біографія
Народився в сім'ї залізничного робітника й у ранньому дитинстві багато переїжджав; виріс у Мантуї. З юнацьких років був прибічником марксизму.
У 1948–1952 роках був редактором журналу «Cinema», від 1952 — журналу «Cinema nuovo». У 1951—1952 й у 1958—1959 роках викладав у Міланському університеті.
1952 року заснував журнал «Cinema Nuovo» (укр. «Нове кіно»). 1953 року написав сценарій до фільму L'armata s'agapò, в якому угледіли наклеп на збройні сили країни, внаслідок чого сценариста заарештували на 45 днів. 1969 року виграв перший в Італії конкурс кінокритиків. Від другої половини 1970-их років співпрацював з італомовним югославським журналом про кіно Panorama.
Згодом зайнявся викладацькою діяльністю: викладав у Туринському університеті до початку 1980-их років, потім завідував кафедрою історії та критики кіно гуманітарного факультету Римського університету. 1989 року вийшов на пенсію. Написав значну кількість наукових праць з теорії й історії кіно, творчості відомих італійських кінорежисерів і кінематографів Італії за часів фашистського режиму.

## Твори
- Г. Аристарко. История теорий кино = Storia delle teorishe del film. — М. : Искусство, 1966. — 356+ 40 стр. илл. с.(рос.)